# АБА плеј-оф 1975.
АБА плеј-оф 1975. године био је постсезонски турнир за сезону 1974/75. Америчке кошаркашке асоцијације. Турнир је завршен тако што је шампион Источне дивизије Кентаки колонелси победио шампиона Западне дивизије Индијана пејсерсе, у пет утакмица, четири победе напрема једној изгубљеној утакмици у серији АБА финала.

## Квалификоване екипе

### Источна дивизија
1. Кентаки колонелси
2. Њујорк нетси
3. Спиритс ов Сент Луис
4. Мемфис саундси

### Западна дивизија
1. Денвер нагетси
2. Сан Антонио спарси
3. Индијана пејсерси
4. Јута старси

## АБА плеј-оф 1975.
Кентаки колонелси су победили у 22 од последњих 25 утакмица у регуларној сезони како би се изједначили са Њујорк нетсима у деоби првог места у Источној дивизији. Колонелси су победили у последњих десет утакмица регуларне сезоне. Такође су имали 13–3 у АБА плеј-офу.
Пошто су се Колонелси и Нетси изједначили на првом месту у Источној дивизији, одиграна је посебна плеј-оф утакмица да би се одредио шампион конференције. колонелси су били домаћини утакмице и победили Нетсе са 108–99 на дан 4. априла 1975. године.
Полуфинале Источне дивизије и пораз Мемфис саундса од 111–99 на гостовању код Кентаки колонелса 13. априла 1975. била је последња утакмица коју су Саундси играли. Након сезоне преселили су се у Мериленд и постали Балтиморе клавси.
Победа у првом колу Спиритса из Сент Луиса над Њујорк нетсима било је највеће изненађење у плеј-офу. Не само да су Спиритси завршили 26 утакмица иза Нетса у регуларној сезони, већ су изгубили и свих 11 мечева регуларне сезоне од Нетса, и то у просеку од 17,3 поена по утакмици. Али након што су изгубили на почетку серије и продужили низ пораза на 12, Спиритси су остварили четири победе заредом и освојили серију.
АБА финале 1975. је било други пут у три године да су се у серији АБА шампионата састали Кентаки колонелсии Индијана пејсерси. Пејсерси су победили Колонелсе са 4 : 1 на крају АБА плеј-офа 1973.
Укупно је 16.622 навијача присуствовало последњој утакмици плеј-офа сезоне у Фридом холу у Луивилу у Кентакију, где су Кентаки колонелси победили Индијана пејсерсе са 110–105 и освојили АБА шампионат.
Артис Гилмор је проглашен за најкориснијег играча АБА плеј-офа 1975. У трећој утакмици забележио је 28 скокова, док је у петој утакмици имао 28 поена и 31 скок.
Кентаки колонелси из 1975. били су последњи тим који је освојио АБА шампионат, да касније није прешао у НБА.

## Рачва плеј−офа
|  | Четвртфинале | Четвртфинале       | Четвртфинале |  |   | Полуфинале           | Полуфинале | Полуфинале |  |  | Финале | Финале            | Финале |  |  |
|  |              |                    |              |  |   |                      |            |            |  |  |        |                   |        |  |  |
|  |              |                    |              |  |   |                      |            |            |  |  |        |                   |        |  |  |
|  | 1            | Денвер нагетси     | 4            |  |   |                      |            |            |  |  |        |                   |        |  |  |
|  | 4            | Јута старси        | 2            |  |   |                      |            |            |  |  |        |                   |        |  |  |
|  |              |                    |              |  | 1 | Денвер нагетси       | 3          |            |  |  |        |                   |        |  |  |
|  |              |                    |              |  | 3 | Индијана пејсери     | 4          |            |  |  |        |                   |        |  |  |
|  | 3            | Индијана пејсерси  | 4            |  |   |                      |            |            |  |  |        |                   |        |  |  |
|  | 2            | Сан Антонио спарси | 2            |  |   |                      |            |            |  |  |        |                   |        |  |  |
|  |              |                    |              |  |   |                      |            |            |  |  | Зап−3  | Индијана пејсерси | 1      |  |  |
|  |              |                    |              |  |   |                      |            |            |  |  | Ист−1  | Кентаки колонелси | 4      |  |  |
|  | 1            | Кентаки колонелси  | 4            |  |   |                      |            |            |  |  |        |                   |        |  |  |
|  | 4            | Мемфис саундси     | 1            |  |   |                      |            |            |  |  |        |                   |        |  |  |
|  |              |                    |              |  | 1 | Кентаки колонелси    | 4          |            |  |  |        |                   |        |  |  |
|  |              |                    |              |  | 3 | Спиритс ов Сент Луис | 1          |            |  |  |        |                   |        |  |  |
|  | 3            | Сент Луис          | 4            |  |   |                      |            |            |  |  |        |                   |        |  |  |
|  | 2            | Њујорк никси       | 1            |  |   |                      |            |            |  |  |        |                   |        |  |  |

## Западна дивизија
Шампион Западне дивизије за 1975. годину:  Денвер нагетси

### Полуфиналне утакмице Западне дивизије
(1) Денвер нагетси vs. (4) Јута старси:
Денвер је победио у серији са 4-2
- Утакмица 1 @ Денвер: Денвер 122, Јута 107
- Утакмица 2 @ Денвер: Денвер 126, Јута 120
- Утакмица 3 @ Јута: Јута 122, Денвер 108
- Утакмица 4 @ Јута: Јута 132, Денвер 110
- Утакмица 5 @ Денвер: Денвер 130, Јута 119
- Утакмица 6 @ Јута: Денвер 115, Јута 113

(2) Сан Антонио спарси vs. (3) Индијана пејсерси
Индијана је победила у серији са 4–2
- Утакмица 1 @ Сан Антонио: Индијана 122, Сан Антонио 119 (OT)
- Утакмица 2 @ Сан Антонио: Индијана 98, Сан Антонио 93
- Утакмица 3 @ Индијана: Индијана 113, Сан Антонио 103 (OT)
- Утакмица 4 @ Индијана: Сан Антонио 110, Индијана 109
- Утакмица 5 @ Сан Антонио: Сан Антонио 123, Индијана 117
- Утакмица 6 @ Индијана: Индијана 115, Сан Антонио 100

### Финале Западне дивизије
(1) Денвер нагетси vs. (3) Индијана пејсерси:
Индијана је победила и серији са 4-3
- Утакмица 1 @ Денвер: Денвер 131, Индијана 128
- Утакмица 2 @ Денвер: Индијана 131, Денвер 124
- Утакмица 3 @ Индијана: Индијана 118, Денвер 112
- Утакмица 4 @ Индијана: Денвер 126, Индијана 109
- Утакмица 5 @ Денвер: Индијана 109, Денвер 90
- Утакмица 6 @ Индијана: Денвер 104, Индијана 99
- Утакмица 7 @ Денвер: Индијана 104, Денвер 96

## Источна дивизија
Шампион Источне дивизије за 1975. годину:  Кентаки колонелси
(1) Кентаки колонелси vs. (4) Мемфис саундси:
 Кентаки је победио у серији са 4-1
- Утакмица 1 @ Кентаки: Кентаки 98, Мемфис 91
- Утакмица 2 @ Кентаки: Кентаки 119, Мемфис 105
- Утакмица 3 @ Мемфис: Кентаки 101, Мемфис 80
- Утакмица 4 @ Мемфис: Мемфис 107, Кентаки 93
- Утакмица 5 @ Кентаки:  Кентаки 111, Мемфис 99

(2) Њујорк никси vs. (3) Спиритс ов Сент Луис
Сент Луис је победио у серији са 4–1
- Утакмица 1 @ Њујорк: Њујорк 111, Сент Луис 105
- Утакмица 2 @ Њујорк: Сент Луис 115, Њујорк 97
- Утакмица 3 @ Сент Луис: Сент Луис 113, Њујорк 108
- Утакмица 4 @ Сент Луис: Сент Луис 100, Њујорк 89
- Утакмица 5 @ Њујорк: Сент Луис 108, Њујорк 107

### Финале Источне дивизије
(1 Кентаки колонелси vs. (3) Спиритс ов Сент Луис:
 Кентаки је победио у серији са 4-1
- Утакмица 1 @ Кентаки: Кентаки 112, Сент Луис 109
- Утакмица 2 @ Кентаки: Кентаки 108, Сент Луис 103
- Утакмица 3 @ Сент Луис: Сент Луис 103, Kentucky 97
- Утакмица 4 @ Сент Луис: Кентаки 117, Сент Луис 98
- Утакмица 5 @ Кентаки: Кентаки 123, Сент Луис 103

## АБА финале
(1) Кентаки колонелси VS. (3) Индијана пејсерси:
 Кентаки је победио у серији са 4-1
| 13. мај | Извештај | Индијана пејсерси 94, Кентаки колонелси 120                                    | Индијана пејсерси 94, Кентаки колонелси 120 | Индијана пејсерси 94, Кентаки колонелси 120       | Фридом хол, Луивил (Кентаки) Гледаоци: 14.368 |  |
| 13. мај | Извештај | Четвртине: 21–27, 24–29, 28–27, 21–37                                          |                                             |                                                   | Фридом хол, Луивил (Кентаки) Гледаоци: 14.368 |  |
| 13. мај | Извештај | Поени: Џорџ Мекгинис 35 Скокови: Џорџ Мекгинис 12 Асистенције: Џорџ Мекгинис 9 |                                             | Артис Гилмор 26 Ден Ајсел 19 Џонс, Меклејн 6 each | Фридом хол, Луивил (Кентаки) Гледаоци: 14.368 |  |
| 13. мај | Извештај | Кентаки је повео серију, 1–0                                                   |                                             |                                                   | Фридом хол, Луивил (Кентаки) Гледаоци: 14.368 |  |

| 15. мај | Извештај | Индијана пејсерси 93, Кентаки колонелси 95                                | Индијана пејсерси 93, Кентаки колонелси 95 | Индијана пејсерси 93, Кентаки колонелси 95             | Фридом хол, Луивил (Кентаки) Гледаоци: 13.212 |  |
| 15. мај | Извештај | Четвртине: 19–27, 31–18, 18–26, 25–24                                     |                                            |                                                        | Фридом хол, Луивил (Кентаки) Гледаоци: 13.212 |  |
| 15. мај | Извештај | Поени: Џорџ Мекгинис 30 Скокови: Џорџ Мекгинис 16 Асистенције: Дон Бјус 7 |                                            | Ден Ајсел 22 А. Гилмор 15 Робертс, Демпјер, Џонс по 4. | Фридом хол, Луивил (Кентаки) Гледаоци: 13.212 |  |
| 15. мај | Извештај | Кентаки води серију, 2–0                                                  |                                            |                                                        | Фридом хол, Луивил (Кентаки) Гледаоци: 13.212 |  |

| 17. мај | Извештај | Кентаки колонелси 109, Индијана пејсерси 101                         | Кентаки колонелси 109, Индијана пејсерси 101 | Кентаки колонелси 109, Индијана пејсерси 101  | Маркет сквер арена, Индијанаполис Гледаоци: 17.388 |  |
| 17. мај | Извештај | Четвртине: 31–30, 25–21, 17–30, 36–20                                |                                              |                                               | Маркет сквер арена, Индијанаполис Гледаоци: 17.388 |  |
| 17. мај | Извештај | Поени: А. Гилморе 41 Скокови: А. Гилмор 28 Асистенције: Т. Меклејн 7 |                                              | Бил Најт 28 Б. Најт 12 Б. Најт, Д. Бјус по 5. | Маркет сквер арена, Индијанаполис Гледаоци: 17.388 |  |
| 17. мај | Извештај | Кентаки је повећао вођство, 3–0                                      |                                              |                                               | Маркет сквер арена, Индијанаполис Гледаоци: 17.388 |  |

| 19. мај | Извештај | Кентаки колонелси 112, Индијана пејсерси 121                        | Кентаки колонелси 112, Индијана пејсерси 121 | Кентаки колонелси 112, Индијана пејсерси 121      | Маркет сквер арена, Индијанаполис Гледаоци: 14.589 |  |
| 19. мај | Извештај | Четвртине: 18–19, 26–22, 25–26, 17–27                               |                                              |                                                   | Маркет сквер арена, Индијанаполис Гледаоци: 14.589 |  |
| 19. мај | Извештај | Поени: Ден Ајсел 26 Скокови: А. Гилмор 18 Асистенције: Л. Дампјер 6 |                                              | Џорџ Мекгинис 22 Џорџ Мекгинис 21 Џорџ Мекгинис 6 | Маркет сквер арена, Индијанаполис Гледаоци: 14.589 |  |
| 19. мај | Извештај | Индијана је смањила вођство Кентакија на 3–1                        |                                              |                                                   | Маркет сквер арена, Индијанаполис Гледаоци: 14.589 |  |

| 22. мај | Извештај | Индијана пејсерси 105, Кентаки колонелси 110                                  | Индијана пејсерси 105, Кентаки колонелси 110 | Индијана пејсерси 105, Кентаки колонелси 110 | Фридом хол, Луивил (Кентаки) Гледаоци: 16.622 Судије: *Џек Меден и Џон Вартак |  |
| 22. мај | Извештај | Четвртине: 29–29, 19–25, 28–26, 29–30                                         |                                              |                                              | Фридом хол, Луивил (Кентаки) Гледаоци: 16.622 Судије: *Џек Меден и Џон Вартак |  |
| 22. мај | Извештај | Поени: Б. Најт 40 Скокови: Мекгинис, Елмор по 11 Асистенције: Џорџ Мекгинис 9 |                                              | А. Гилмор 28 А. Гилмор 31 Л. Демпјер] 12     | Фридом хол, Луивил (Кентаки) Гледаоци: 16.622 Судије: *Џек Меден и Џон Вартак |  |
| 22. мај | Извештај | Кентаки је победио у серији са 4–1                                            |                                              |                                              | Фридом хол, Луивил (Кентаки) Гледаоци: 16.622 Судије: *Џек Меден и Џон Вартак |  |

После осам година фрустрације (за које време су ангажовали седам главних тренера) и два претходна пораза у АБА финалу, Колонелси су завршили утакмицу 5 победом (њихова 22. у последњих 25 утакмица укупно) и освојили шампионат. Тед Меклејн је имао петнаест украдених лопти, а Артис Гилмор 31 скок, од којих је сваки био рекорд лиге за постсезонску утакмицу. Победа у 5. утакмици је први (и до сада једини) пут да је тим из Комонвелта Кентакија освојио професионални шампионат.
Заједно са оба главна тренера (Хуби Браун и Боби Леонард), пет играча у серији је од тада примљено у Нејсмит кошаркашку кућу славних: Луи Дампјер, Ден Ајсел, Артис Гилмор, Роџер Браун и Џорџ Мекгинис.
Џорџ Мекгинис је завршио свој низ постсезоне са 581 постигнутим поеном у укупно осамнаест утакмица, постављајући нови рекорд за већину поена које је било који кошаркаш постигао у постсезони. Поред тога што је то био рекорд у АБА постсезони, није га надмашио ниједан играч све до Ларија Бирда у постсезони НБА лиге 1984. године.
| Шампиони АБА лиге за 1975.  |
| --------------------------- |
| Кентаки колонелси 1. титула |